# 中国驻卡拉奇总领事馆
中华人民共和国驻卡拉奇总领事馆，简称中国驻卡拉奇总领事馆，是中华人民共和国派驻巴基斯坦信德省卡拉奇的最高级别外交机构，1966年8月5日开馆。早期领区仅限于卡拉奇市及郊区，1996年12月扩大至信德省和俾路支省。
2018年11月23日，领事馆遭遇三名袭击者攻击，造成2名巴基斯坦警察身亡，1名警察受伤。俾路支解放军宣布对事件负责。

## 机构设置
中国驻卡拉奇总领事馆设置下列机构：
- 政治处
- 领侨处
- 经商处
- 文化室
- 办公室